# Округ Гранди (Илиноис)
Округ Гранди (енгл. Grundy County) је округ у америчкој савезној држави Илиноис.

## Демографија
По попису из 2010. године број становника је 50.063, што је 12.528 (33,4%) становника више него 2000. године.
| Група             | 2000.          | 2010.          |
| Белци             | 35.502 (94,6%) | 44.526 (88,9%) |
| Афроамериканци    | 71 (0,2%)      | 605 (1,2%)     |
| Азијати           | 114 (0,3%)     | 327 (0,7%)     |
| Хиспаноамериканци | 1.552 (4,1%)   | 4.096 (8,2%)   |
| Укупно            | 37.535         | 50.063         |